# Малоелгинское сельское поселение
Малоелгинское се́льское поселе́ние — муниципальное образование в Лаишевском районе Республики Татарстан.
Административный центр — село Малая Елга.

## История
Статус и границы сельского поселения установлены Законом Республики Татарстан от 31 января 2005 года № 28-ЗРТ «Об установлении границ территорий и статусе муниципального образования "Лаишевский муниципальный район" и муниципальных образований в его составе».

## Население
| 2010 | 2011  | 2012  | 2013  | 2014 | 2015 | 2016 |
| ---- | ----- | ----- | ----- | ---- | ---- | ---- |
| 1024 | ↗1026 | ↘1011 | ↘1004 | ↘988 | ↘982 | ↘981 |
| 2017 | 2018  |       |       |      |      |      |
| ↘977 | →977  |       |       |      |      |      |

## Состав сельского поселения
| № | Населённый пункт | Тип населённого пункта       | Население |
| - | ---------------- | ---------------------------- | --------- |
| 1 | Малая Елга       | Село, Административный центр | ↘712      |
| 2 | Шуран            | Село                         | ↗261      |
| 3 | Полянка          | Деревня                      | 25        |